# Kuna Péter
Kuna Péter (Budapest, 1965. július 27. –) világbajnoki bronzérmes magyar vízilabdázó, kapus.

## Pályafutása
A KSI-ben kezdett vízilabdázni 1977-ben. Az ifjúsági Barátság Versenyeken 1981-ben harmadik, 1982-ben második volt. Utóbbi tornán a legjobb kapus lett. 1983-ban a Tungsramhoz igazolt és a felnőtt válogatottba is bekerült. Ebben az évben ifjúsági Európa-bajnok lett és beválasztották a torna csapatába. 1984-ben a junior Eb-n negyedik volt. Az 1985-ös  és az 1987-es Eb-n ötödik, az 1986-os vb-n kilencedik volt. 1986-ban az év magyar játékosa lett. 1988-ban ötödik volt a szöuli olimpián. 1989-ben bronzérmes volt a világkupán és kilencedik az Eb-n. 1991-ben bronzérmes lett a vb-n. Az 1992-es olimpián hatodik lett. 1993-ban ezüstérmet nyert az Eb-n és a világkupán. 1994-ben vb ötödik helyezést ért el. Ebben az évben Szentesre igazolt. 1995-ben ismét Eb ezüstérmes lett. Az 1996-os olimpián negyedik helyezett volt. Ezután az olasz Nervi játékosa lett. Mivel a magyar szövetség engedélye nélkül játszott Olaszországban, ezért az MVLSZ két évre eltiltotta a hatálya alá tartozó eseményektől. Ezután volt a MAFC, a Galatasaray, a Cegléd, a  Nagyvárad és a Fehérvár játékosa.

## Sikerei
- Magyar bajnokság
  - első: 1992
  - második: 1988
  - harmadik: 1991, 1993

- világbajnokság
  - harmadik: 1991
- Európa-bajnokság
  - második: 1993, 1995
- világkupa
  - első 1995
  - második: 1993
  - harmadik: 1989
- ifjúsági Eb-győztes 1983

## Családja
Felesége Takács (Kuna) Ildikó világbajnok vízilabdázó, lányai Kuna Klaudia és Kuna Szonja vízilabdázók.